# Kyriale

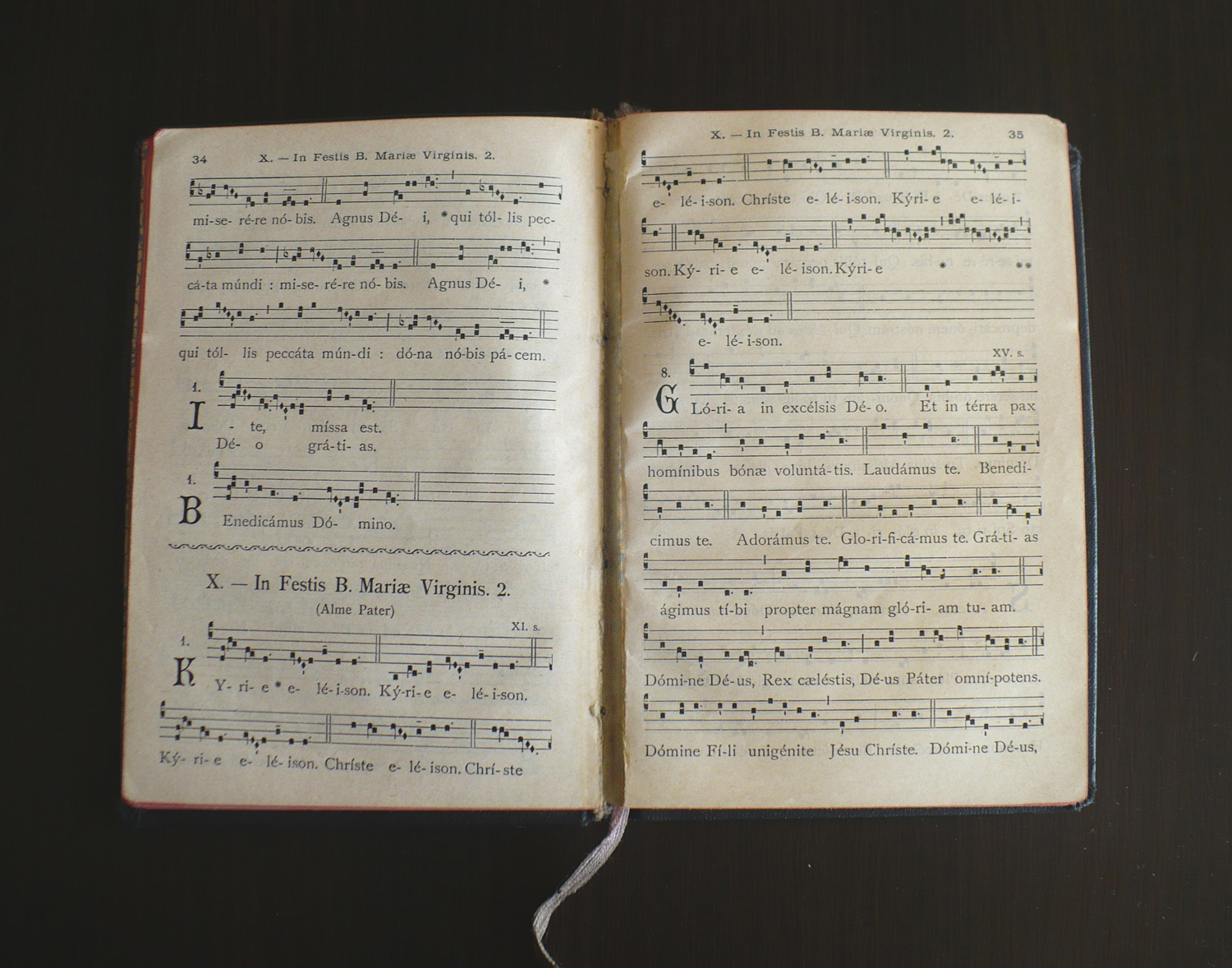
Kyriał z 1962 r.

Kyriał lub Kyriale (łac. kyriale) – zbiór melodii neumowych stałych części mszy świętej w rycie rzymskim:
Kyrie eleison,
Gloria,
Sanctus,
Agnus Dei,
Ite missa est/ Benedicamus Domino.
Według tradycyjnego zbioru mamy 18 osobnych Mszy, na różne okazje (czas wielkanocny, święta maryjne, czas zwykły). W obecnych czasach najbardziej znana jest Msza 8 – De Angelis – Msza aniołów, najczęściej używana w liturgii papieskiej na Watykanie.
| Msza  | nazwa                       | przeznaczenie (wg Graduale Romanum 1908)                           | przeznaczenie (wg Graduale Romanum 1961)                           | przeznaczenie (wg Graduale Romanum 1979)          |
| ----- | --------------------------- | ------------------------------------------------------------------ | ------------------------------------------------------------------ | ------------------------------------------------- |
| I     | Lux et Origo                | w okresie wielkanocnym                                             | w okresie wielkanocnym                                             | w okresie wielkanocnym                            |
| II    | Kyrie fons bonitatis        | święta uroczyste (duplex I i II klasy)                             | święta I klasy                                                     |                                                   |
| III   | Kyrie Deus sempiterne       | święta uroczyste (duplex I i II klasy)                             | święta I klasy                                                     |                                                   |
| IV    | Cunctipotens Genitor Deus   | święta rytu zdwojonego (duplex)                                    | święta II klasy (święta apostołów)                                 | święta apostołów                                  |
| V     | Kyrie magnae Deus potentiae | święta rytu zdwojonego (duplex)                                    | święta II klasy                                                    |                                                   |
| VI    | Kyrie Rex Genitor           | święta rytu zdwojonego (duplex)                                    | święta II klasy                                                    |                                                   |
| VII   | Kyrie Rex splendens         | święta rytu zdwojonego (duplex)                                    | święta II klasy                                                    |                                                   |
| VIII  | De Angelis                  | święta rytu zdwojonego (duplex)                                    | święta II klasy                                                    |                                                   |
| IX    | Cum iubilo                  | święta maryjne                                                     | święta maryjne                                                     | uroczystości i święta NMP                         |
| X     | Alme Pater                  | święta maryjne                                                     | święta maryjne                                                     | święta i wspomnienia NMP                          |
| XI    | Orbis factor                | niedziele w ciągu roku                                             | niedziele w ciągu roku                                             | niedziele w ciągu roku                            |
| XII   | Pater cuncta                | święta rytu półzdwojonego (semiduplex)                             | święta III klasy                                                   |                                                   |
| XIII  | Stelliferi Conditor orbis   | święta rytu półzdwojonego (semiduplex)                             | święta III klasy                                                   |                                                   |
| XIV   | Iesu Redemptor              | w trakcie oktaw innych niż Najświętszej Mary i Panny               | święta III klasy                                                   |                                                   |
| XV    | Dominator Deus              | święta rytu prostego                                               | wspomnienia i święta okresu Bożego Narodzenia                      |                                                   |
| XVI   |                             | ferie w ciągu roku                                                 | ferie w ciągu roku                                                 | ferie w ciągu roku                                |
| XVII  |                             | niedziele Adwentu i Wielkiego Postu                                | niedziele Adwentu i Wielkiego Postu                                | niedziele Adwentu i Wielkiego Postu               |
| XVIII | Deus Genitor alme           | ferie Adwentu i Wielkiego Postu, wigilie, Suche Dni i Dni Krzyżowe | ferie Adwentu i Wielkiego Postu, wigilie, Suche Dni i Dni Krzyżowe | ferie Adwentu i Wielkiego Postu, msze za zmarłych |

W Kyriale są też melodie samodzielne poszczególnych części stałych, których można używać komponując własne zestawy.
W Kyriale są także melodie śpiewów na aspersję – „Asperges” oraz „Vidi aquam”, śpiewane w czasie wielkanocnym. Znajdują się tu także melodie Credo – na Watykanie najczęściej używana jest melodia 3.
W wyniku reformy liturgicznej po Soborze Watykańskim II, w zreformowanej liturgii, oprócz łaciny używa się języków ojczystych. Użycie Kyriale stało się więc opcjonalne, a jego wydanie dostosowane do nowych obrzędów mszalnych zostało zawarte w Graduale Romanum wydanym w roku 1974. Trudno też przetłumaczyć na języki ojczyste melodie zawarte w Kyriale, z racji mnogości melizmatów (kilku bądź kilkunastu dźwięków przypadających na jedną sylabę), a także innej liczbie sylab po przetłumaczeniu słów części stałych. Próby takie jednak zostały podjęte w języku angielskim.